# Bill Musselman
William Clifford Musselman, detto Bill (Wooster, 13 agosto 1940 – Rochester, 5 maggio 2000), è stato un allenatore di pallacanestro statunitense, professionista nella ABA e nella NBA.
Era il padre di Eric Musselman.

## Palmarès
- 4 volte campione CBA (1985, 1986, 1987, 1988)
- 2 volte CBA Coach of the Year (1987, 1988)